# Alexandre Luquet
Pour les articles homonymes, voir Luquet (homonymie).
Alexandre Luquet est un syndicaliste et un homme politique français né le 8 février 1874 à Bourges (Cher) et mort le 29 juin 1930 à Paris.

## Biographie
Ouvrier coiffeur, il est secrétaire du syndicat des ouvriers coiffeurs en 1898 et est membre du comité confédéral de la CGT de 1900 à 1919. Secrétaire adjoint à partir de 1904, un des promoteurs et des signataires de la Charte d'Amiens (1906). Il est secrétaire général par intérim de la Confédération du 1er août au 31 octobre 1908, pendant l'emprisonnement de Victor Griffuelhes, sous le Ministère Clemenceau. Pendant le congrès confédéral de  Marseille (5 - 12 octobre 1908) il tient tête à ceux qui mettent en cause la gestion de Griffuelhes. Il est vice-président du conseil des prud’hommes de la Seine en 1905. Il devient aussi journaliste, notamment à L'Humanité entre 1910 et 1919, où il tient la rubrique « vie économique et sociale ».[réf. nécessaire]
Membre du parti ouvrier de France en 1896, il rejoint le Parti socialiste unifié en 1905 et y demeure en 1920. Pendant la guerre il soutient la politique d'Union sacrée prônée par Léon Jouhaux.[réf. nécessaire]
Il abandonne le syndicalisme lorsqu'il est élu conseiller municipal de Paris en 1919. Il est élu député de la Seine (20e arrondissement de Paris) de 1928 à 1930, où il intervient souvent sur la législation des loyers.

## Hommage
Dans le 20e arrondissement de Paris, le square Alexandre-Luquet lui rend hommage.

## Œuvres de Alexandre Luquet
- La question du placement des salariés[2]
- La défense des locataires[3]